# Vụ 9 người Việt tháp tùng ngoại giao bỏ trốn tại Hàn Quốc 2018
Vụ 9 người Việt tháp tùng ngoại giao bỏ trốn tại Hàn Quốc 2018 là sự kiện một nhóm gồm chín trong tổng số hơn 160 người Việt tháp tùng ngoại giao Việt Nam bỏ trốn tại Hàn Quốc bất hợp pháp kể từ ngày 7 tháng 12 năm 2018; đây là chuyến thăm ngoại giao chính thức của Chủ tịch Quốc hội Việt Nam Nguyễn Thị Kim Ngân theo lời mời từ Chủ tịch Quốc hội Hàn Quốc Moon Hee-sang trước đó.
Chính phủ Hàn Quốc chỉ biết đến sự việc khi một người trong số này xuất hiện tại một sân bay ở Hàn Quốc vào đầu năm 2019 và yêu cầu được hồi hương. Vì để tránh ảnh hưởng đến quan hệ ngoại giao, chính phủ Hàn Quốc đã không thông báo với phía Việt Nam về vụ việc. Sự việc chỉ bị lộ ra trước công chúng vào cuối tháng 9 cùng năm khi đài MBC đưa tin. Thông qua trả lời ẩn danh đài MBC, Quốc hội Hàn Quốc cho rằng chín người này có mục đích nhập cảnh ban đầu nhằm nhập cư bất hợp pháp. Chính phủ Việt Nam tiến hành điều tra vụ việc và những người liên quan bị kết án, công luận Việt Nam chỉ trích sự việc ảnh hưởng đến hình ảnh ngoại giao Việt Nam.

## Bối cảnh

### Công tác chuẩn bị
Cùng thời điểm Chủ tịch Quốc hội Việt Nam Nguyễn Thị Kim Ngân thực hiện chuyến thăm ngoại giao Hàn Quốc vào cuối tháng 12 năm 2018, sự kiện Diễn đàn Đầu tư và thương mại Việt Nam – Hàn Quốc được dự kiến đồng tổ chức bởi Bộ Kế hoạch và Đầu tư Việt Nam cùng Đại sứ quán Hàn Quốc tại Việt Nam phối hợp với Phòng Thương mại và Công nghiệp Hàn Quốc. Ủy ban Đối ngoại Quốc hội đề nghị Bộ Kế hoạch và Đầu tư chủ trì tổ chức đoàn doanh nghiệp tháp tùng Chủ tịch Quốc hội Việt Nam trong chuyến thăm ngoại giao Hàn Quốc và Trung Quốc vào ngày 6 tháng 8 năm 2018. Do kế hoạch thay đổi và chỉ thăm ngoại giao Hàn Quốc từ ngày 4 đến ngày 7 tháng 12 năm 2018, Bộ Kế hoạch và Đầu tư đã phát thư mời đến các doanh nghiệp vào ngày 27 tháng 8, đồng thời chỉ thị Cục Đầu tư nước ngoài tiến hành triển khai.
Trong quá trình tạo lập đoàn doanh nghiệp tháp tùng ngoại giao, Bộ Kế hoạch và Đầu tư đã gửi danh sách tới Bộ Công an để thẩm định nhân thân, sau đó đề nghị Văn phòng Quốc hội cho đi cùng trên chuyên cơ ngoại giao. Trung tâm Xúc tiến đầu tư phía Bắc thuộc Cục Đầu tư nước ngoài trực tiếp thực hiện quá trình tạo lập danh sách đoàn doanh nghiệp tháp tùng ngoại giao; Bộ Kế hoạch và đầu tư đề nghị Đại sứ quán Hàn Quốc tại Việt Nam cấp thị thực cho 86 người thuộc 44 doanh nghiệp vào ngày 27 tháng 11. Ngày 2 tháng 12, ngoại trừ một số doanh nghiệp rút lui, Đại sứ quán Hàn Quốc tại Việt Nam đã cấp thị thực cho 53 người thuộc 35 doanh nghiệp, một số người không cần cấp thị thực do có hộ chiếu công vụ hoặc thẻ APEC. Tổng thư ký Quốc hội Việt Nam Nguyễn Hạnh Phúc thống kê xác nhận 72 người thuộc 44 doanh nghiệp tháp tùng ngoại giao trong sự kiện Diễn đàn Đầu tư và thương mại Việt Nam – Hàn Quốc. Theo đó, Quốc hội Hàn Quốc phụ trách gửi lời mời ngoại giao tới phái đoàn Việt Nam, Bộ Ngoại giao Hàn Quốc phụ trách cấp thị thực, Bộ Tư pháp Hàn Quốc phụ trách kiểm soát xuất nhập cảnh.

### Chuyến thăm ngoại giao
Khoảng 12 giờ 30 phút (KST) ngày 4 tháng 12 năm 2018, Chủ tịch Quốc hội Việt Nam Nguyễn Thị Kim Ngân dẫn đầu phái đoàn ngoại giao trực thuộc Quốc hội Việt Nam đáp xuống sân bay quốc tế Gimhae, bắt đầu chuyến thăm ngoại giao chính thức từ ngày 4 đến ngày 7 tháng 12 tại Hàn Quốc theo lời mời của Chủ tịch Quốc hội Hàn Quốc Moon Hee-sang trước đó. Đây là chuyến thăm ngoại giao chính thức cấp cao nhất của chính phủ Việt Nam tại Hàn Quốc trong năm 2018 và đồng thời là chuyến thăm đầu tiên của Nguyễn Thị Kim Ngân trên cương vị Chủ tịch Quốc hội Việt Nam. Chuyến thăm ngoại giao  gồm 162 người; trong đó bao gồm 20 bộ trưởng, thứ trưởng, bí thư tỉnh ủy và các Ủy viên Ủy ban Thường vụ Quốc hội. Chiều cùng ngày, Nguyễn Thị Kim Ngân hội đàm cùng Thị trưởng Busan Oh Keo-don và Tổng lãnh sự danh dự Việt Nam tại Busan – Gyeongnam Park Su-kwan. Ngày 5 tháng 12, Nguyễn Thị Kim Ngân gặp gỡ đại diện các gia đình đa văn hóa Việt Nam – Hàn Quốc tại Busan, đồng thời được Đại học Quốc gia Pukyong trao bằng tiến sĩ danh dự ngành chính trị học sau buổi diễn thuyết trước du học sinh người Việt đang theo học tại đây.
| Số thứ tự                                                                           | Họ tên               | Chức vụ                                                 | Nguồn        | Nguồn        |
| ----------------------------------------------------------------------------------- | -------------------- | ------------------------------------------------------- | ------------ | ------------ |
| 1                                                                                   | Nguyễn Thị Kim Ngân  | Chủ tịch Quốc hội Việt Nam                              | [ 1 ] [ 14 ] | [ 1 ] [ 14 ] |
| 2                                                                                   | Nguyễn Văn Giàu      | Chủ nhiệm Ủy ban Đối ngoại Quốc hội                     | [ 1 ] [ 14 ] | [ 1 ] [ 14 ] |
| 3                                                                                   | Nguyễn Hạnh Phúc     | Tổng thư ký Quốc hội, Chủ nhiệm Văn phòng Quốc hội      | [ 1 ] [ 14 ] | [ 1 ] [ 14 ] |
| 4                                                                                   | Lê Thị Nga           | Chủ nhiệm Ủy ban Tư pháp Quốc hội                       | [ 1 ] [ 14 ] | [ 1 ] [ 14 ] |
| 5                                                                                   | Đào Ngọc Dung        | Bộ trưởng Bộ Lao động –Thương binh và Xã hội            | [ 1 ] [ 14 ] | [ 1 ] [ 14 ] |
| 6                                                                                   | Trần Tuấn Anh        | Bộ trưởng Bộ Công Thương                                | [ 1 ] [ 14 ] | [ 1 ] [ 14 ] |
| 7                                                                                   | Trần Văn Túy         | Trưởng ban Công tác đại biểu, Ủy ban Thường vụ Quốc hội | [ 1 ] [ 14 ] | [ 1 ] [ 14 ] |
| 8                                                                                   | Lê Hoài Trung        | Thứ trưởng Bộ Ngoại giao                                | [ 1 ] [ 14 ] | [ 1 ] [ 14 ] |
| 9                                                                                   | Nguyễn Văn Hiếu      | Thứ trưởng Bộ Kế hoạch và Đầu tư                        | [ 1 ] [ 14 ] | [ 1 ] [ 14 ] |
| 10                                                                                  | Nguyễn Đắc Vinh      | Bí thư Tỉnh ủy Nghệ An                                  | [ 1 ] [ 14 ] | [ 1 ] [ 14 ] |
| 11                                                                                  | Trần Văn Nam         | Bí thư Tỉnh ủy Bình Dương                               | [ 1 ] [ 14 ] | [ 1 ] [ 14 ] |
| 12                                                                                  | Lâm Thị Phương Thanh | Bí thư Tỉnh ủy Lạng Sơn                                 | [ 1 ] [ 14 ] | [ 1 ] [ 14 ] |
| Danh sách cấp cao tiếp đón phái đoàn ngoại giao Việt Nam tại sân bay quốc tế Gimhae |                      |                                                         |              |              |
| Số thứ tự                                                                           | Họ tên               | Chức vụ                                                 | Quốc gia     | Nguồn        |
| 1                                                                                   | Kim Do-hyon          | Đại sứ Hàn Quốc tại Việt Nam                            | Hàn Quốc     | [ 10 ]       |
| 2                                                                                   | Yoo Jae-soo          | Phó Thị trưởng Busan                                    | Hàn Quốc     | [ 10 ]       |
| 3                                                                                   | Park Su-kwan         | Tổng lãnh sự danh dự Việt Nam tại Busan – Gyeongnam     | Hàn Quốc     | [ 10 ]       |
| 4                                                                                   | Nguyễn Vũ Tú         | Đại sứ Việt Nam tại Hàn Quốc                            | Việt Nam     | [ 10 ]       |

Chiều cùng ngày, Nguyễn Thị Kim Ngân cùng phái đoàn ngoại giao Việt Nam đáp chuyên cơ xuống sân bay Seoul, tiếp tục có buổi diễn thuyết ở Đại sứ quán Việt Nam. Buổi chiều ngày 6 tháng 12, Chủ tịch Quốc hội Hàn Quốc Moon Hee-sang hội đàm cùng phái đoàn ngoại giao Việt Nam. Buổi tối cùng ngày, Nguyễn Thị Kim Ngân hội kiến tổng thống Hàn Quốc Moon Jae-in sau khi Bộ trưởng Bộ Công thương Việt Nam Trần Tuấn Anh ký kết biên bản ghi nhớ với Bộ trưởng Thương mại, Công nghiệp và Năng lượng Hàn Quốc. Buổi sáng ngày 7 tháng 12, Nguyễn Thị Kim Ngân và Moon Hee-sang tham dự Diễn đàn Đầu tư và thương mại Việt Nam – Hàn Quốc thu hút số lượng 300 doanh nghiệp Việt Nam và Hàn Quốc, đây là sự kiện do Bộ Kế hoạch và Đầu tư Việt Nam cùng Đại sứ quán Hàn Quốc tại Việt Nam phối hợp với Phòng Thương mại và Công nghiệp Hàn Quốc đồng tổ chức.

## Diễn biến
Lê Thị Liễu — Giám đốc Công ty cố phần GVA, thuộc đoàn doanh nghiệp tháp tùng ngoại giao tại Hàn Quốc năm 2018— đưa ra lời khai tại Tòa án nhân dân thành phố Hà Nội ngày 20 tháng 5 năm 2021.
Sau khi kết thúc chuyến thăm ngoại giao chính thức ngày 7 tháng 12 năm 2018, nhóm chín người Việt thuộc phái đoàn Diễn đàn Đầu tư và thương mại Việt Nam – Hàn Quốc đã không đến đúng giờ bay cùng chuyên cơ ngoại giao về Việt Nam. Ngày 23 tháng 9 năm 2019, MBC báo cáo một nhóm gồm chín người trong tổng số hơn 160 người theo tháp tùng phái đoàn ngoại giao cấp cao Việt Nam đã bỏ trốn bất hợp pháp tại Hàn Quốc khoảng chín tháng, Bộ Ngoại giao Hàn Quốc và Quốc hội Hàn Quốc chính thức xác nhận rằng đây là phái đoàn tháp tùng ngoại giao trong chuyến thăm chính thức của Chủ tịch Quốc hội Việt Nam Nguyễn Thị Kim Ngân đến Hàn Quốc vào tháng 12 năm 2018. Chính phủ Hàn Quốc chỉ biết đến sự việc khi một người Việt trong số này đã xuất hiện tại một sân bay ở Hàn Quốc vào đầu năm 2019 và yêu cầu được hồi hương, sau đó một người Việt khác bị cưỡng chế trục xuất, trong khi bảy người còn lại vẫn mất tích. Hôm sau, Bộ Ngoại giao Hàn Quốc xác nhận bảy người Việt vẫn bỏ trốn, đồng thời chính thức thông cáo "Bộ Ngoại giao sẽ có hành động tiếp theo dựa trên cuộc điều tra của Bộ Tư pháp, dựa trên mối quan hệ Việt–Hàn và mối quan hệ liên Triều". Tại thời điểm thông cáo, danh tính của những người Việt bỏ trốn chưa được công khai.
Tổng thư ký Quốc hội Việt Nam Nguyễn Hạnh Phúc thông cáo chín người bỏ trốn tại Hàn Quốc đều thuộc một doanh nghiệp ở Hà Tĩnh. Trong thông cáo báo chí ngày 26 tháng 9, Bộ Kế hoạch và Đầu tư xác nhận nhóm người này đã bỏ lại hộ chiếu Việt Nam. Theo điều tra sơ bộ của Việt Nam, Lê Thị Liễu và Trần Thị Tuyết cùng đồng phạm đã lập hồ sơ pháp nhân giả doanh nhân cho nhóm người này. Bộ trưởng Bộ Kế hoạch và Đầu tư Nguyễn Chí Dũng khẳng định không liên quan đến những người bỏ trốn trước thuyết âm mưu quan hệ quen biết lan truyền, đồng thời cho biết không đủ thẩm quyền cung cấp danh sách vì Bộ Công an đang điều tra. Phòng Xúc tiến đầu tư (thuộc Cục Đầu tư nước ngoài) cho biết lịch trình đoàn doanh nghiệp tháp tùng ngoại giao chỉ được thông báo trước một tháng, quy trình rà soát hồ sơ doanh nghiệp tùy theo tiêu chí từng đoàn và chưa có tiêu chí chung. Công chúng tại Việt Nam yêu cầu chính phủ Việt Nam công khai danh sách chín người bỏ trốn tại Hàn Quốc. Trước thuyết âm mưu lan truyền về năm trong tổng số chín người bỏ trốn thuộc Hà Tĩnh, giám đốc Sở Kế hoạch và Đầu tư Hà Tĩnh Trần Tú Anh và giám đốc Sở Lao động Thương binh và Xã hội Hà Tĩnh Nguyễn Trí Lạc đều phủ nhận cáo buộc trên.
| Số thứ tự | Họ tên           | Hồ sơ chức vụ                                   | Người lập hồ sơ giả             | Nguồn                                 |
| --------- | ---------------- | ----------------------------------------------- | ------------------------------- | ------------------------------------- |
| 1         | Dương Hùng Quang | Trợ lý kinh doanh Công ty Hưng Cúc              | Lê Thị Liễu                     | [ 3 ] [ 4 ] [ 5 ] [ 6 ] [ 35 ] [ 36 ] |
| 2         | Ngô Duy Hảo      | Phó giám đốc Công ty Freshtech Vina             | Lê Thị Liễu                     | [ 3 ] [ 4 ] [ 5 ] [ 6 ] [ 35 ] [ 36 ] |
| 3         | Trần Văn Dũng    | Giám đốc Công ty Hà Phát                        | Lê Thị Liễu                     | [ 3 ] [ 4 ] [ 5 ] [ 6 ] [ 35 ] [ 36 ] |
| 4         | Nguyễn Đình Cơ   | Giám đốc Công ty HLA                            | Lê Thị Liễu                     | [ 3 ] [ 4 ] [ 5 ] [ 6 ] [ 35 ] [ 36 ] |
| 5         | Ngô Khánh Hoàng  | Trưởng phòng Giám sát công trình Công ty An Trí | Trần Thị Tuyết, Lương Mạnh Hùng | [ 3 ] [ 4 ] [ 5 ] [ 6 ] [ 35 ] [ 36 ] |
| 6         | Phạm Văn Đức     | Trưởng phòng kinh doanh Công ty TD Việt Nam     | Trần Thị Tuyết, Lương Mạnh Hùng | [ 3 ] [ 4 ] [ 5 ] [ 6 ] [ 35 ] [ 36 ] |
| 7         | Lý Thái Hưng     | Giám đốc Công ty Hưng Cúc                       | —                               | [ 3 ] [ 4 ] [ 5 ] [ 6 ] [ 35 ] [ 36 ] |
| 8         | Lương Mạnh Hùng  | Giám đốc Công ty TD Việt Nam                    | —                               | [ 3 ] [ 4 ] [ 5 ] [ 6 ] [ 35 ] [ 36 ] |
| 9         | Trần Văn Khang   | Giám đốc Công ty An Trí                         | —                               | [ 3 ] [ 4 ] [ 5 ] [ 6 ] [ 35 ] [ 36 ] |

## Phản ứng

### Quốc hội Việt Nam
Ngày 25 tháng 9 năm 2019, Tổng Thư ký Quốc hội Việt Nam Nguyễn Hạnh Phúc cảm thấy "sự việc rất đáng tiếc" và xác nhận nhóm người này đi theo tháp tùng phái đoàn ngoại giao Việt Nam tham dự Diễn đàn Đầu tư và thương mại Việt Nam – Hàn Quốc, khẳng định nhóm người Việt bỏ trốn bất hợp pháp không thuộc phái đoàn ngoại giao Quốc hội Việt Nam và không được cấp thị thực ngoại giao. Ông Phúc cho biết Bộ Kế Hoạch và Đầu Tư Việt Nam tổ chức đoàn doanh nghiệp tham gia Diễn đàn Đầu tư và thương mại Việt Nam – Hàn Quốc đã liên hệ và "xin đi nhờ" chuyên cơ với phái đoàn ngoại giao Quốc hội Việt Nam; Bộ Kế hoạch và Đầu tư quản lý việc đi lại và sinh hoạt của đoàn doanh nghiệp này tại Hàn Quốc. Văn phòng Quốc hội Việt Nam gửi công văn tới Bộ Công an, Bộ Kế hoạch và Đầu tư, Bộ Ngoại giao và các cơ quan liên quan nhằm phối hợp với phía Hàn Quốc và Đại sứ quán Việt Nam tại Hàn Quốc để đưa người Việt hồi hương. Tại buổi họp báo chiều ngày 18 tháng 10 cùng năm, Nguyễn Hạnh Phúc khẳng định đoàn doanh nghiệp tháp tùng không có thị thực ngoại giao và "Bộ Kế hoạch và Đầu tư phối hợp với Vietravel tổ chức cho đoàn này đi"; nhấn mạnh phối hợp với phía Hàn Quốc giải quyết triệt để sự việc vì "đây là danh dự và uy tín".

### Chính phủ Việt Nam
Thông cáo báo chí ngày 26 tháng 9 năm 2019 của Bộ Kế hoạch và Đầu tư.
Ngày 26 tháng 9, Bộ Kế hoạch và Đầu tư chỉ thị Cục Đầu tư nước ngoài — đơn vị tổ chức nhân sự đoàn doanh nghiệp — rút kinh nghiệm trong hoạt động xúc tiến đầu tư nước ngoài. Bộ trưởng Bộ Kế hoạch và Đầu tư Nguyễn Chí Dũng cảm thấy "sự việc quá đáng tiếc" vì "lần đầu tiên xảy ra sự việc thế này" và nói rằng "chúng tôi cũng buồn lắm", đồng thời cho biết Bộ Kế hoạch và Đầu tư đã giữ lại hộ chiếu của các thành viên đoàn doanh nghiệp tháp tùng ngoại giao khi đến Hàn Quốc. Ngày 2 tháng 10, Thứ trưởng Bộ Kế hoạch và Đầu tư Nguyễn Đức Trung thừa nhận "không lường trước được" và "rất đáng tiếc", đồng thời nhận định "lần đầu tiên xảy ra với tính chất rất nghiêm trọng". Chánh Văn phòng Bộ Công an Tô Ân Xô thông cáo "đang chỉ đạo các đơn nghiệp vụ làm rõ, khi có kết quả sẽ cung cấp thông tin". Hôm sau, Người phát ngôn Bộ Ngoại giao Lê Thị Thu Hằng khẳng định "các cơ quan chức năng của Việt Nam đang phối hợp với Hàn Quốc để xử lý vụ chín người đi cùng chuyên cơ Chủ tịch Quốc hội rồi bỏ trốn ở lại". Ngày 6 tháng 11 cùng năm, Thứ trưởng Bộ Công an Việt Nam Nguyễn Duy Ngọc khẳng định "các hành vi sai phạm chúng ta sẽ phải xử lý." Ngày 5 tháng 6 năm 2020, Bộ Công an ban hành công văn 805 và 806 thông báo tới Văn phòng Quốc hội Việt Nam về thiếu sót trong quản lý doanh nghiệp tháp tùng ngoại giao.

### Chính khách Việt Nam
Ngày 24 tháng 9, cựu đại biểu Quốc hội Việt Nam Lê Văn Cuông xác nhận Ủy ban Thường vụ Quốc hội quyết định phái đoàn đi nước ngoài hàng năm dựa theo kinh phí hàng năm của các cơ quan trực thuộc Quốc hội Việt Nam, đồng thời nhấn mạnh "Đại biểu Quốc hội thì cho đến nay tôi chưa thấy trường hợp nào trốn làm ảnh hưởng quốc thể". Cựu Chánh văn phòng Quốc hội Việt Nam Trần Quốc Thuận khẳng định "không xảy ra chuyện phái đoàn Quốc hội đi nước ngoài rồi trốn ở lại" trong thời gian bản thân làm việc tại Văn phòng Quốc hội Việt Nam trước đây. Đại biểu Quốc hội Nguyễn Việt Thắng cho biết "trước kia chưa có ai trong đoàn Quốc hội trốn cả". Ngày 27 tháng 9, đại biểu Quốc hội Nguyễn Tiến Sinh chỉ trích sự chậm trễ công khai danh tính những người bỏ trốn tại Hàn Quốc, đồng thời cho rằng quá trình quản lý đoàn tháp tùng ngoại giao có vấn đề, nhấn mạnh sự ảnh hưởng về hình ảnh và quan hệ quốc tế của Việt Nam. Cựu Phó Chủ nhiệm Ủy ban Nhà nước về hợp tác và đầu tư Nguyễn Mại đánh giá sự kiện là "bài học" trong việc giữ gìn hình ảnh thân thiện và gây dựng lòng tin trong mắt đối tác. Phó Chủ tịch Phòng Thương mại và Công nghiệp Việt Nam (VCCI) Hoàng Quang Phòng nhận định "một điều đáng tiếc, làm xấu hình ảnh một Việt Nam đang hội nhập". Đại biểu Quốc hội Lưu Bình Nhưỡng đề nghị Thanh tra Chính phủ điều tra quy trình thẩm định sự kiện 9 người Việt bỏ trốn tại Hàn Quốc có dấu hiệu hiệu tham nhũng hay không. Cựu Vụ trưởng Vụ Nghiên cứu (trực thuộc Ban Dân vận Trung ương Đảng Cộng sản Việt Nam) Nguyễn Khắc Mai cho rằng sự việc chậm trễ công bố vì "muốn bao che uy tín của họ" và bắt buộc công bố do phía Hàn Quốc đã công khai đưa tin, đồng thời kết luận "một ví dụ nhỏ cho thấy những người lãnh đạo quản trị quốc gia như thế nào".

### Truyền thông Việt Nam
Thân Hoàng trên Tuổi Trẻ cho rằng "vụ án với những tình tiết hi hữu" và "nhiều trường hợp dù không đủ tiêu chuẩn nhưng vẫn có thể tham gia đoàn doanh nghiệp tháp tùng phái đoàn [ngoại giao Việt Nam], đồng thời nhận định Bộ Kế hoạch và Đầu tư chưa quan tâm xây dựng quy trình doanh nghiệp tháp tùng ngoại giao". Thái Sơn trên Thanh Niên nhận xét nguyên nhân bắt nguồn do Bộ Kế hoạch và Đầu tư "chưa quan tâm đến việc xây dựng quy trình thủ tục để lựa chọn và thẩm định doanh nghiệp tham gia, không có quy định cụ thể về phối hợp với các đơn vị liên quan trong việc tổ chức đoàn doanh nghiệp". Luân Dũng trên Tiền Phong chỉ trích sự việc kéo dài 10 tháng chỉ được phát hiện khi báo chí Hàn Quốc đưa tin và đề nghị trách nghiệm của những người liên quan. Cũng trên Tiền Phong, Nguyễn Dũng đặt câu hỏi về cơ chế tạo điều kiện cho những người trốn bất hợp pháp tại Hàn Quốc khi tháp tùng ngoại giao trên chuyên cơ của nguyên thủ quốc gia. Nguyễn Dương trên Dân trí nhìn nhận Bộ Kế hoạch và Đầu tư không có quy trình thẩm định doanh nghiệp tham gia tháp tùng ngoại giao. Lan Nhi trên Kinh tế Sài Gòn đánh giá vụ bỏ trốn theo phương thức trà trộn cùng đoàn ngoại giao lần đầu tiên được phía Hàn Quốc công bố chính thức, Việt Nam phải thừa nhận.

### Truyền thông quốc tế
Theo bản tin của MBC, Quốc hội Hàn Quốc đã không thông báo tới phía Việt Nam, Bộ Tư pháp Hàn Quốc không chủ động tiến hành điều ra, Bộ Ngoại giao Hàn Quốc không yêu cầu Việt Nam điều tra sự việc thông qua bất kỳ một phát ngôn chính thức nào. Hoàng Hoa trên Sputnik đặt câu hỏi liệu chín người Việt bỏ trốn bất hợp pháp tại Hàn Quốc có nằm trong chiến dịch đốt lò hay không. Đài Á Châu Tự Do đặt câu hỏi về danh tính những người Việt bỏ trốn và đặc quyền của nhóm người này khi lên chuyên cơ ngoại giao. VOA dẫn lời nữ doanh nhân Lê Hoài Anh — người từng tháp tùng ngoại giao Thủ tướng Chính phủ Phan Văn Khải sang Nhật Bản — cảm thấy "rất buồn cười" và "rất coi thường dư luận" vì "nếu là chuyên cơ thì từng người một đều mang danh nghĩa là thành phần của đoàn Việt Nam sang Hàn Quốc". Lê Hoài Anh cho biết quy chuẩn đăng ký tháp tùng ngoại giao "phải là những gương mặt nổi bật trong các lĩnh vực thương mại liên quan tại quốc gia điểm đến".

## Hệ quả

### Điều tra
Sau khi MBC đưa tin vào ngày 23 tháng 9 năm 2019, Quốc hội Việt Nam kiến nghị Bộ Công an điều tra vụ việc. Theo điều tra, Lê Thị Liễu — Giám đốc Công ty cổ phần GVA — liên lạc qua dịch vụ mạng xã hội với Hoàng Anh (nguyên quán Nghệ An, hiện định cư tại Đức) vào đầu năm 2018 về thị trường xuất cảnh sang Hàn Quốc của Nghệ An. Hoàng Anh sau đó giới thiệu người chú ruột Trịnh Bang Dũng với Liễu theo thỏa thuận 10.000 US$ mỗi trường hợp. Từ lời giới thiệu của Dũng và Hoàng Anh, Ngô Xuân Hiếu và Lê Thị Xuân cùng Nguyễn Thị Lương thỏa thuận môi giới 11.500 US$ mỗi trường hợp để hưởng chênh lệch theo gợi ý từ Trịnh Bang Dũng. Lê Thị Liễu mua lại hoặc dựa vào quan hệ với các công ty thân quen và sử dụng tư cách pháp nhân nhằm định danh khách hàng là nhân sự cấp cao, đồng thời yêu cầu nhân viên lập hồ sơ cho khách hàng và bản thân tham gia đoàn doanh nghiệp tháp tùng ngoại giao đến Hàn Quốc sau khi tiếp nhận thông tin từ Bộ Kế hoạch và Đầu tư. Sau khi được phê duyệt hồ sơ, Lê Thị Liễu ký hợp đồng dịch vụ 138 triệu đồng với Vietravel, đồng thời yêu cầu khách hàng tạo lý do gặp đối tác kinh doanh hoặc nhu cầu lấy lại hộ chiếu Việt Nam để mua sắm khi đến Hàn Quốc nhằm bỏ trốn. Ngày 3 tháng 12 năm 2018, Trần Văn Dũng, Ngô Huy Hảo, Nguyễn Đình Cơ, Dương Hùng Quang nhận thị thực; Dũng, Hiếu, Xuân, Lương giao dịch kinh phí theo thỏa thuận.
| Số thứ tự | Họ tên           | Hồ sơ chức vụ                    | Công ty                | Chủ sở hữu công ty                      | Tình trạng          | Nguồn         |
| --------- | ---------------- | -------------------------------- | ---------------------- | --------------------------------------- | ------------------- | ------------- |
| 1         | Dương Hùng Quang | Trợ lý kinh doanh                | Công ty Hưng Cúc       | Lý Thái Hưng                            | Cư trú bất hợp pháp | [ 46 ] [ 58 ] |
| 2         | Lý Thái Hưng     | Giám đốc                         | Công ty Hưng Cúc       | Lý Thái Hưng                            | Tự nguyện xuất cảnh | [ 46 ] [ 58 ] |
| 3         | Ngô Duy Hảo      | Phó giám đốc                     | Công ty Freshtech Vina | Lê Ngọc Vỹ, em trai Lê Thị Liễu         | Trục xuất           | [ 46 ] [ 58 ] |
| 4         | Trần Văn Dũng    | Giám đốc                         | Công ty Hà Phát        | Lê Thị Liễu, mua lại từ Nguyễn Thị Nga  | Trục xuất           | [ 46 ] [ 58 ] |
| 5         | Nguyễn Đình Cơ   | Giám đốc                         | Công ty HLA            | Lê Thị Liễu, mua lại từ Nguyễn Đức Tuấn | Tự nguyện xuất cảnh | [ 46 ] [ 58 ] |
| 6         | Ngô Khánh Hoàng  | Trưởng phòng Giám sát công trình | Công ty An Trí         | Trần Văn Khang                          | Cư trú bất hợp pháp | [ 36 ] [ 46 ] |
| 7         | Trần Văn Khang   | Giám đốc                         | Công ty An Trí         | Trần Văn Khang                          | Tự nguyện xuất cảnh | [ 36 ] [ 46 ] |
| 8         | Phạm Văn Đức     | Trưởng phòng kinh doanh          | Công ty TD Việt Nam    | Lương Mạnh Hùng                         | Trục xuất           | [ 58 ]        |
| 9         | Lương Mạnh Hùng  | Giám đốc                         | Công ty TD Việt Nam    | Lương Mạnh Hùng                         | Tự nguyện xuất cảnh | [ 58 ]        |

Tháng 9 năm 2018, Trần Thị Tuyết — chuyên viên tại Tạp chí Kinh tế và Dự báo thuộc Bộ Kế hoạch và Đầu tư — được Phó giám đốc Trung tâm Xúc tiến đầu tư phía Bắc Đỗ Thị Quỳnh Nga (trực thuộc Cục Đầu tư nước ngoài, Bộ Kế hoạch và Đầu tư) cung cấp thông tin về quy trình lập danh sách đoàn doanh nghiệp tháp tùng ngoại giao. Thông qua mối quan hệ người quen với nhân viên Hoàng Thị Thúy Hồng tại Công ty TD Việt Nam, Trần Thị Tuyết trực tiếp liên hệ với Lương Mạnh Hùng tạo lập hồ sơ giả cho Phạm Văn Đức. Ngô Khánh Hoàng trao đổi với Tuyết tư vấn thủ tục xuất cảnh Canada, nhân dịp Bộ Kế hoạch và Đầu tư tạo lập danh sách đoàn doanh nghiệp tháp tùng ngoại giao nên Ngô Khánh Hoàng được cấp thị thực Hàn Quốc nhằm tạo thuận lợi cho quá trình cấp thị thực Canada sau này. Trần Văn Khang (Giám đốc Công ty An Trí) và Lý Thái Hưng (Giám đốc Công ty Hưng Cúc) giúp đỡ Trần Thị Tuyết và Lê Thị Liễu theo thứ tự đưa người bên ngoài vào làm nhân viên, đồng thời ký cho nhân viên đó tham gia đoàn doanh nghiệp tháp tùng ngoại giao. Do không biết động cơ, Trần Văn Khang và Lý Thái Hưng không bị truy tố.

### Khởi tố
Ngày 24 tháng 4  năm 2021, Viện kiểm sát nhân dân tối cao ban hành cáo trạng khởi tố các bị can liên quan đến vụ bê bối ngoại giao Việt Nam tại Hàn Quốc năm 2018 với hai tội danh "tổ chức cho người khác trốn đi nước ngoài" và "môi giới cho người khác trốn đi nước ngoài". Buổi sáng ngày 20 tháng 5 cùng năm, Tòa án nhân dân thành phố Hà Nội xét xử vụ án ba bị cáo "tổ chức cho người khác trốn đi nước ngoài" và năm bị cáo tội danh "môi giới cho người khác trốn đi nước ngoài".
| Số thứ tự | Họ tên           | Tuổi | Nguyên quán                       | Lợi nhuận (triệu đồng) | Chức vụ                                                                 | Phạt tù          | Tội danh                                                                               | Nguồn                                         |
| --------- | ---------------- | ---- | --------------------------------- | ---------------------- | ----------------------------------------------------------------------- | ---------------- | -------------------------------------------------------------------------------------- | --------------------------------------------- |
| 1         | Lê Thị Liễu      | 35   | Mỹ Đình, Nam Từ Liêm, Hà Nội      | 700                    | Giám đốc Công ty cổ phần GVA                                            | 5 năm            | Tổ chức cho người khác trốn đi nước ngoài, điều 349 Bộ luật hình sự Việt Nam năm 2015  | [ 4 ] [ 5 ] [ 6 ] [ 59 ] [ 60 ] [ 61 ] [ 62 ] |
| 2         | Lương Mạnh Hùng  | 40   | Trần Hữu Dực, Nam Từ Liêm, Hà Nội | 91                     | Giám đốc Công ty cổ phần TD Việt Nam                                    | 20 tháng         | Tổ chức cho người khác trốn đi nước ngoài, điều 349 Bộ luật hình sự Việt Nam năm 2015  | [ 4 ] [ 5 ] [ 6 ] [ 59 ] [ 60 ] [ 61 ] [ 62 ] |
| 3         | Trần Thị Tuyết   | 39   | Mễ Trì, Nam Từ Liêm, Hà Nội       | 48                     | Chuyên viên Tạp chí Kinh tế và Dự báo, Bộ Kế hoạch và Đầu tư            | 20 tháng         | Tổ chức cho người khác trốn đi nước ngoài, điều 349 Bộ luật hình sự Việt Nam năm 2015  | [ 4 ] [ 5 ] [ 6 ] [ 59 ] [ 60 ] [ 61 ] [ 62 ] |
| 4         | Trịnh Bang Dũng  | 53   | Lê Mao, Vinh, Nghệ An             | 210                    | Lao động tự do                                                          | 3 năm            | Môi giới cho người khác trốn đi nước ngoài, điều 349 Bộ luật hình sự Việt Nam năm 2015 | [ 4 ] [ 5 ] [ 6 ] [ 59 ] [ 60 ] [ 61 ] [ 62 ] |
| 5         | Ngô Xuân Hiếu    | 52   | Hưng Thịnh, Hưng Nguyên, Nghệ An  | 31                     | Văn phòng tư vấn du học, Công ty cổ phần Tư vấn du học quốc tế IEC      | 20 tháng         | Môi giới cho người khác trốn đi nước ngoài, điều 349 Bộ luật hình sự Việt Nam năm 2015 | [ 4 ] [ 5 ] [ 6 ] [ 59 ] [ 60 ] [ 61 ] [ 62 ] |
| 6         | Lê Thị Xuân      | 43   | Hưng Thịnh, Hưng Nguyên, Nghệ An  | —                      | Văn phòng tư vấn du học, Công ty cổ phần Tư vấn du học quốc tế IEC      | 18 tháng treo    | Môi giới cho người khác trốn đi nước ngoài, điều 349 Bộ luật hình sự Việt Nam năm 2015 | [ 4 ] [ 5 ] [ 6 ] [ 59 ] [ 60 ] [ 61 ] [ 62 ] |
| 7         | Nguyễn Thị Lương | 37   | Hưng Thịnh, Hưng Nguyên, Nghệ An  | —                      | Lao động tự do                                                          | 18 tháng         | Môi giới cho người khác trốn đi nước ngoài, điều 349 Bộ luật hình sự Việt Nam năm 2015 | [ 4 ] [ 5 ] [ 6 ] [ 59 ] [ 60 ] [ 61 ] [ 62 ] |
| 8         | Trần Phục Hưng   | 33   | Nghĩa Thành, Nghĩa Hưng, Nam Định | —                      | Giám đốc Công ty trách nhiệm hữu hạn MTV tư vấn du học Nhật Bản Bắc Nam | 16 tháng 11 ngày | Môi giới cho người khác trốn đi nước ngoài, điều 349 Bộ luật hình sự Việt Nam năm 2015 | [ 4 ] [ 5 ] [ 6 ] [ 59 ] [ 60 ] [ 61 ] [ 62 ] |

Tại phiên xét xử, Lê Thị Liễu thừa nhận tội danh, nhưng chưa đồng ý với cáo buộc hưởng lợi 30.000 US$ khi đưa bốn người xuất cảnh và cư trú bất hợp pháp ở Hàn Quốc bởi vì đã hoàn trả 200 triệu đồng cho Nguyễn Đình Cơ hồi hương trong nhóm này. Liễu cho rằng bản thân không có động cơ đưa người trốn đi nước ngoài và thực hiện hành vi vì "được nhờ" và cảm thấy "rất sợ", đồng thời yêu cầu xem xét vai trò của Hoàng Anh. Nhiều lời khai của các bị cáo tại Tòa án nhân dân thành phố Hà Nội không được xác minh do Hoàng Anh định cư tại Đức.

### Người bỏ trốn hồi hương
Bốn người bỏ trốn tại Hàn Quốc và sau đó hồi hương đã được thông báo tới Cục Quản lý xuất nhập cảnh; Bộ Công an đề nghị xử lý hành chính vì vi phạm lần đầu, số tiền phí trước đó của những người hồi hương được các bị cáo hoàn trả.